# Kuolionsaari (ö i Puumala)
Kuolionsaari är en liten ö i Finland. Ordet kuolionsaari hänvisar antagligen att ön har varit begravningsplats. Ön ligger i sjön Saimen och i kommunen Puumala i den ekonomiska regionen  S:t Michel och landskapet Södra Savolax, i den södra delen av landet, 220 km nordost om huvudstaden Helsingfors. Öns area är 7 hektar och dess största längd är 440 meter i sydöst-nordvästlig riktning.